# Pyrenaria microcarpa
Pyrenaria microcarpa är en tvåhjärtbladig växtart som först beskrevs av Stephen Troyte Dunn, och fick sitt nu gällande namn av Hsüan Keng. Pyrenaria microcarpa ingår i släktet Pyrenaria och familjen Theaceae. Inga underarter finns listade i Catalogue of Life.